# Epacris squarrosa
Epacris squarrosa là một loài thực vật có hoa trong họ Thạch nam. Loài này được Hook.f. mô tả khoa học đầu tiên năm 1857.